# Billy Ocean
Leslie Sebastian Charles (Fyzabad, Trinidad y Tobago, Indias Occidentales Británicas; 21 de enero de 1950), más conocido como Billy Ocean, es un cantautor trinitense nacionalizado británico que comenzó a hacerse famoso a partir de la década de los 70's. Entre sus éxitos, se pueden destacar las canciones "Caribbean Queen", ""Loverboy", "Suddenly", "When the Going Gets Tough, the Tough Get Going" (parte de la banda sonora de la película La joya del Nilo de 1985), "Get Outta My Dreams, Get into My Car" (parte de la banda sonora del filme License to Drive de 1988) y "There'll Be Sad Songs (To Make You Cry)".

## Biografía
Nació el 21 de enero de 1950 en Fyzabad, en la colonia británica de Trinidad y Tobago (actual Trinidad y Tobago), hijo de Hainsley Charles, un músico granadino, y su esposa Violet. Se mudó a Romford, Essex, Inglaterra, cuando tenía 10 años, poco antes de que Trinidad y Tobago se independizara en 1962. Durante su adolescencia, cantaba regularmente en un club nocturno de Londres mientras trabajaba como sastre en Savile Row.
En 1971 grabó una composición de David Myers y John Worsley, "Nashville Rain", su primer sencillo, para Spark Records bajo el seudónimo de Les Charles, y durante dos años lideró una banda de estudio llamada Scorched Earth, con la que lanzó On the Run y Let's Put Our Emotions in Motion en 1974.
Entre 1976 y 1982, lanzó cuatro álbumes de estudio: Billy Ocean (1976), City Limit (1980), Nights (Feel Like Getting Down) (1981) e Inner Feelings (1982) a través del sello discográfico GTO, obteniendo poco éxito en las listas musicales, a excepción de su mejor sencillo hasta ese momento, "Love Really Hurts Without You" de 1976, que fue un top 40 y un top 10 tanto en el Reino Unido como en los Estados Unidos. En 1977 su sencillo "Red Light Spells Danger" llegó al número 2 de la UK singles chart. En 1978 CBS Records adquirió GTO Records y Ocean comenzó a grabar bajo el sello Jive Records.

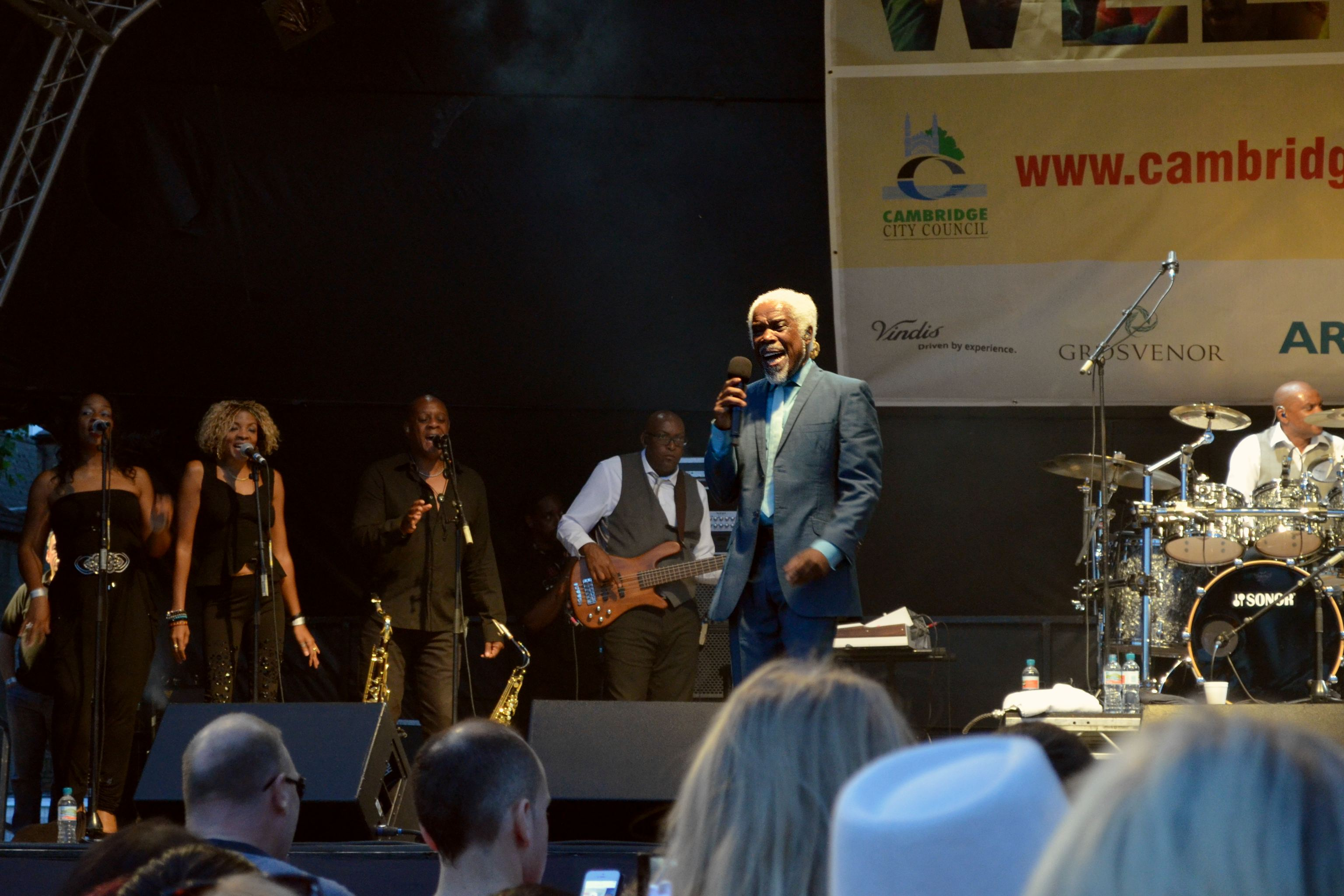
Billy Ocean actuando en el Big Weekend de Cambridge en julio de 2014.

A finales de 1984 lanzó su quinto álbum de estudio Suddenly. Su sencillo principal, "Caribbean Queen (No More Love on the Run)", se convirtió en el primer número 1 de Ocean en las listas Billboard Hot 100 y Hot Black Singles y el álbum debutó entre los diez primeros, alcanzando el número 9 en el Billboard 200 de Estados Unidos y la lista UK Albums Chart del Reino Unido."Caribbean Queen" le valió a Ocean dos nominaciones a los premios Grammy, ganando el premio a la mejor interpretación vocal masculina de R&B en los Grammy de 1985.
Su sexto álbum de estudio, Love Zone de 1986, incluía los exitosos sencillos "When the Going Gets Tough, the Tough Get Going", el tema de la película La joya del Nilo (1985), que fue un éxito número 1 en el Reino Unido y número 2 en los Estados Unidos y "There'll Be Sad Songs (To Make You Cry)", número 1 en Estados Unidos.
En 1988 su siguiente álbum de estudio Tear Down These Walls, incluía "Get Outta My Dreams, Get into My Car", que llegó al número 1 en Estados Unidos, Australia y Canadá. El tema formó parte de la banda sonora del filme License to Drive (1988).
En 1993 Lanzó Time to Move On su octavo álbum de estudio y último para Jive Records.

Su álbum Greatest Hits de 1989 ha sido un éxito de ventas constante a lo largo de los años, y su álbum recopilatorio de 1997 L.I.F.E. - Love Is for Ever llegó al número 7 en la lista UK Albums Chart del Reino Unido.

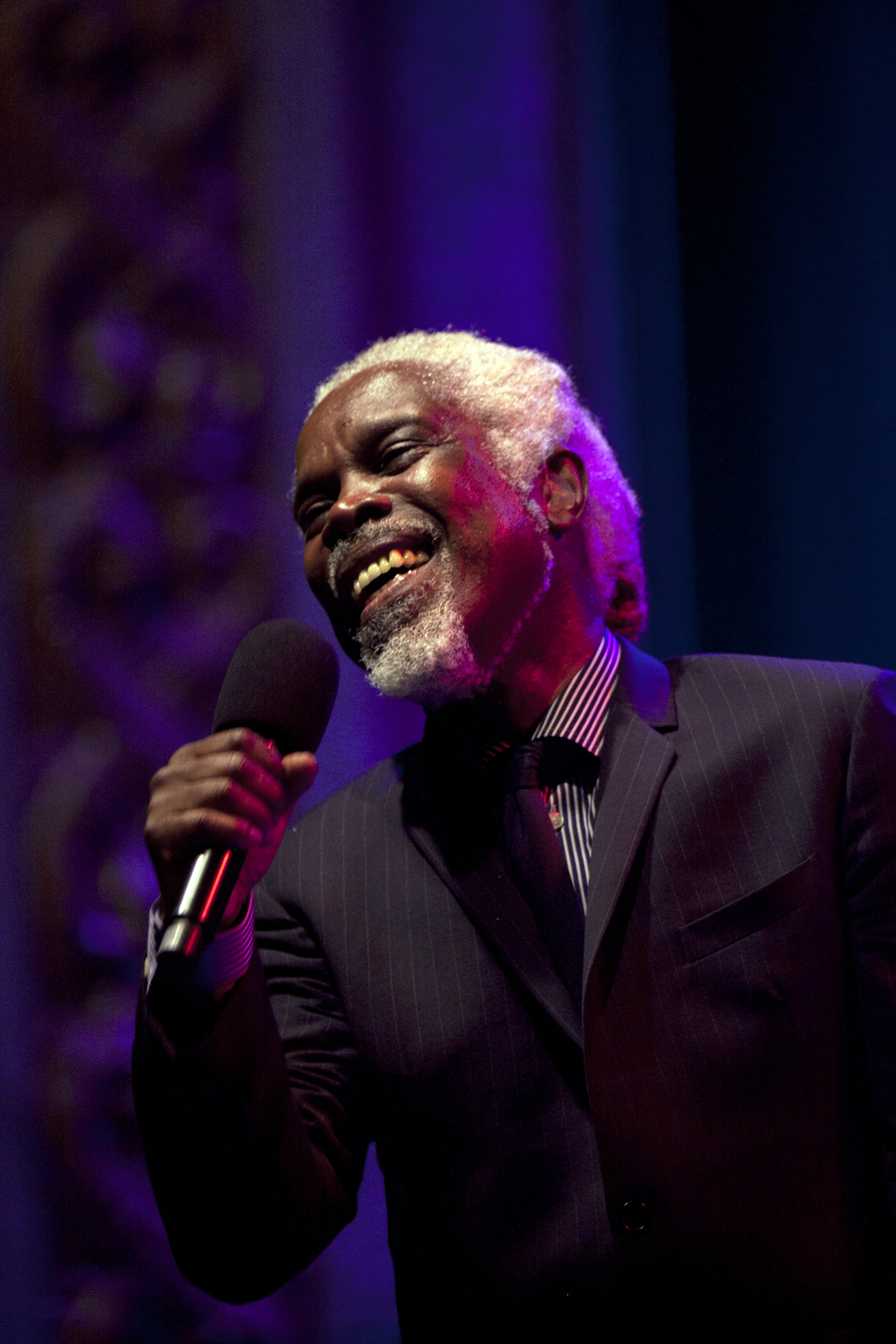
Billy Ocean en el El State Theatre de Sídney, enero de 2012

En 2002, la Universidad de Westminster en Londres le otorgó un doctorado honoris causa en música. La ceremonia de entrega de premios tuvo lugar en el Barbican Centre de Londres.
En febrero y marzo de 2008 realizó una gira por Australia y el Lejano Oriente. Su noveno álbum de estudio Because I Love You fue lanzado el 2 de febrero de 2009.
En abril de 2010, un álbum recopilatorio con sus mayores éxitos fue lanzado por Sony Music titulado The Very Best of Billy Ocean para una gira por el Reino Unido e Irlanda. El álbum debutó en la lista UK Albums Chart de Reino Unido en el número 17. El 20 de octubre de 2010, fue galardonado con el Premio a la Trayectoria en los Premios MOBO en Londres. El 29 de julio de 2011, se convirtió en miembro del Instituto de Artes Escénicas de Liverpool.
En 2019 fue galardonado con el Premio Ivor Novello al Logro Internacional. A mediados de ese año grabó One World, un nuevo álbum de estudio en Eve Studios en Stockport, trabajando nuevamente con el productor Barry Eastmond como coescritor. El álbum  se lanzó el 4 de septiembre de 2020.
Fue nombrado Miembro de la Orden del Imperio Británico (MBE) en los New Year Honours 2020 por sus servicios a la música.

## Discografía[10]

### Álbumes de estudio
- Billy Ocean - 1976
- City Limit - 1980
- Nights (Feel Like Getting Down) - 1981
- Inner Feelings - 1982
- Suddenly - 1984
- Love Zone - 1986
- Tear Down These Walls - 1988
- Released - 1993
- Because I Love You - 2009
- Here You Are - 2013
- One World - 2020

### Álbumes recopilatorios
- The Early Years - 1985
- Emotions in Motion - 1986
- Love Really Hurts Without You - 1986
- Greatest Hits - 1989
- The Collection: 1976–1991 - 1991
- The Best of Billy Ocean - 1991 (solo Japón)
- L.I.F.E. – Love Is for Ever - 1997
- The Billy Ocean Collection - 2002
- Let's Get Back Together: The Love Songs of Billy Ocean - 2003
- Ultimate Collection - 2004
- The Best of Billy Ocean - 2005
- The Best of Billy Ocean - 2006
- Collections - 2007
- Super Hits - 2008
- The Very Best of Billy Ocean - 2010
- The Real... Billy Ocean (The Ultimate Collection) - 2014
- Here You Are: The Best of Billy Ocean - 2016

### Sencillos
- "Nashville Rain" (como Les Charles) - 1971
- "Reach Out a Hand" (como Les Charles) - 1972
- "On the Run" (con Scorched Earth) - 1974
- "Love Really Hurts Without You" - 1976
- "L.O.D. (Love on Delivery)" - 1976
- "Stop Me (If You've Heard It All Before) - 1976
- "Red Light Spells Danger" - 1977
- "Let's Put Our Emotions in Motion" - 1979
- "American Hearts" - 1979
- "Are You Ready" - 1980
- "Stay the Night" - 1980
- "Nights (Feel Like Getting Down)" - 1980
- "Another Day Won't Matter" - 1981
- "Calypso Funkin' " - 1982
- "European Queen (No More Love on the Run)" - 1984
- "Caribbean Queen (No More Love on the Run)" - 1984
- "Loverboy" - 1985
- "Suddenly" - 1985
- "Mystery Lady" - 1985
- "The Long and Winding Road" - 1985
- "When the Going Gets Tough, the Tough Get Going" - 1986
- "There'll Be Sad Songs (To Make You Cry)" - 1986
- "On the Run (Hold on Brother)" - 1986
- "Love Zone" - 1986
- "Bittersweet" - 1986
- "Love Is Forever" - 1986
- "Love Really Hurts Without You" (1986 Dance Mix) - 1986
- "Get Outta My Dreams, Get into My Car" - 1988
- "Calypso Crazy" -  1988
- "The Colour of Love" - 1988
- "Tear Down These Walls" - 1988
- "Stand and Deliver" - 1988
- "Licence to Chill" - 1989
- "I Sleep Much Better(In Someone Else's Bed)" - 1990
- "Pressure" - 1993
- "Pick Up the Pieces (Put It Back)"
- "Everything's So Different Without You"
- "Baby Can I Hold You?" - 2003
- "Chained" - 2008
- "Because I Love You" - 2009
- "Can't Take It" - 2009
- "Question Is" - 2010
- "Having a Party" - 2013
- "Love Train" - 2014
- "A Simple Game" - 2016